# Skate 3
Skate 3 è un videogioco di simulazione in cui si controlla uno skater. Il gioco è stato distribuito l'11 maggio 2010 in America e successivamente il 14 maggio 2010 in Europa. Si possono scegliere gli abiti da far indossare allo skater, come scarpe, cappelli e occhiali, per personalizzarlo: inizialmente, gli indumenti a disposizione saranno pochissimi, ma procedendo nel gioco se ne sbloccano di nuovi. Gli abiti, a differenza del capitolo precedente Skate 2, sono totalmente gratis.

## Modalità di gioco
Il gioco è ambientato nella città fittizia di Port Carverton, suddivisa in tre distretti principali: l'area universitaria, il centro e la zona industriale. È possibile trovare lunghi percorsi in cui lanciarsi a velocità folli, piscine senza acqua, chiamate pool oppure i classici skatepark, così come tutti gli oggetti presenti in una zona urbana, come panchine, marciapiedi e muretti. Le persone, al contrario di quanto succedeva nel gioco precedente, apprezzano lo skateboard. Gli sviluppatori hanno ricreato molti skater professionisti, tra i quali figurano Andrew Reynolds, Colin McKay, Rob Dyrdek, Eric Koston, Chris Cole, Jason Lee e molti altri.
Nel corso del gioco, si fonda una propria crew, della quale si possono modificare logo, nome e che può contare altri componenti, per un massimo di quattro compreso il proprio giocatore. C'è anche la possibilità di frequentare una scuola di skate, in cui si imparano le basi del gioco, nuovi trick o tecniche che permetteranno al giocatore di affinare le proprie abilità. Come istruttore sarà presente il pittoresco Coach Frank. Con il prosieguo del gioco, si sbloccano nuovi tutorial e nuovi eventi sempre più difficili, dalle gare individuali a checkpoint, denominate Deathraces, alle tipiche gare a punti, comprendendo anche prove più particolari, come le sfide Hall of Meat. Inoltre, si possono conquistare vari punti nella mappa, detti spot, dopo essersi cimentati in molteplici sfide, fissando il punteggio più alto tra tutti gli altri skater. Oppure, è possibile scattare foto o registrare video, con effetti personalizzati, e pubblicarli sulle due riviste ricreate nel gioco, Thrasher e Skateboard Magazine, fino ad apparire in copertina.
A mano a mano che vengono superate le varie prove, si sbloccano nuovi abiti, tra cui magliette, felpe e scarpe, o anche accessori quali cappelli, orologi e braccialetti. È possibile personalizzare completamente il proprio avatar e quello dei membri della crew, skateboard compreso: il giocatore ha a disposizione svariate tavole, truck e ruote, e può modificare alcuni parametri per intervenire sulla velocità e maneggevolezza dello skateboard.
Selezionando l'opzione "Chiama skater", i compagni di squadra si recheranno allo skate-ritrovo più vicino; proseguendo, sarà possibile creare un proprio skatepark.

## Accoglienza
La rivista Play Generation lo classificò come il migliore titolo di sport del 2010.